# Lituania ai Giochi della XXVII Olimpiade
La Lituania partecipò ai Giochi della XXVII Olimpiade, svoltisi a Sydney, Australia, dal 15 settembre al 1º ottobre 2000, con una delegazione di 61 atleti impegnati in quindici discipline.

## Medaglie
| Medaglia | Atleta   | Sport         | Evento          |
| -------- | -------- | ------------- | --------------- |
| Bronzo   | Lituania | Pallacanestro | Torneo maschile |

## Risultati

### Pallacanestro
- Uomini

| Atleta | Classifica |
| --- | ---------- |
| V · D · M Nazionale lituana - Pallacanestro ai Giochi della XXVII Olimpiade - Torneo maschile 4 Jasikevičius · 5 Marčiulionis · 6 Timinskas · 7 Štombergas · 8 Šiškauskas · 9 Giedraitis · 10 Adomaitis · 11 Žukauskas · 12 Masiulis · 13 Maskoliūnas · 14 Einikis · 15 Songalia · All. Jonas Kazlauskas | Bronzo     |
| Nazionale lituana - Pallacanestro ai Giochi della XXVII Olimpiade - Torneo maschile |            |
| 4 Jasikevičius · 5 Marčiulionis · 6 Timinskas · 7 Štombergas · 8 Šiškauskas · 9 Giedraitis · 10 Adomaitis · 11 Žukauskas · 12 Masiulis · 13 Maskoliūnas · 14 Einikis · 15 Songalia · All. Jonas Kazlauskas                                                                                               |            |